# Janovice
Obec Janovice (německy Janowitz) se nachází v okrese Frýdek-Místek v Moravskoslezském kraji. Žije zde přibližně 2 000 obyvatel.
Ve vzdálenosti 5 km jihozápadně leží město Frýdlant nad Ostravicí, 8 km severozápadně město Frýdek-Místek, 17 km jihozápadně město Frenštát pod Radhoštěm a 18 km severně město Vratimov.

## Historie
První zmínka o horské obci Janovice pochází z roku 1447, a to v zápise farního úřadu Dobrozemnice, dnešní obec Dobrá, kde jsou Janovice uváděny ještě jako osada patřící do frýdeckého panství, které bylo v majetku těšínských knížat. Roku 1573 pak bylo frýdecké panství včetně Janovice odkoupeno bratry Matyášem a Jiřím z Lohova a toto datum je často uváděno i jako první písemná zmínka o obci. Díky urbáři frýdecko-místeckého panství z roku 1580 je známo, že v Janovicích tehdy žilo 38 osadníků, kdy některá tehdejší příjmení ukazuje na možný původ současných obyvatel např. Polach, Schrom, Štěfek, Ivánek, Liška, Šiška, Žižka.
V roce 1680 se v obci narodil nejslavnější slezský zbojník Ondráš z Janovic, syn janovického fojta, vlastním jménem Ondřej Fuciman, který byl vůdcem zbojnické družiny a dle pověsti ochránce chudých s nadpřirozenými schopnostmi.
V roce 1797 přechází panství do vlastnictví rakouské arcivévodkyni Marii Kristýně Habsburské a jejímu manželovi Albertovi. Tím se staly Janovice součástí Těšínské komory. Následně sepsaný urbář uvádí celkem 104 rodin osadníků. Habsburkové pak vlastnili panství až do roku 1918, kdy jim byl všechen jejich majetek na území nově vzniklé republiky zestátněn.
Významným mezníkem obce byla v roce 1844 stavba první školy. Původní jednotřídka byla později rozšířená na dvou a šestitřídní. Stavba současné budovy školy byla zahájená v roce 1955, v roce 1986 se areál školy rozšířil o tělocvičnu a poskytuje vzdělání od 1. do 9. ročníku.
Roku 1848 po zrušení nevolnictví přicházejí noví osadníci a tak na přelomu 19. a 20. století má tato horská obec rozlohu kolem 1315 hektarů a počet obyvatel kolísá v intervalu 1600-1900 osob. V období první republiky se do Janovic ve větší míře začalo jezdit na rekreaci a místní obyvatelé přes léto pronajímali část svých domů turistům, jak o tom svědčí mnoho pozdravů z Janovic z té doby, které lze dodnes najít ve sbírkách starých pohlednic.
V 80. letech 20. století byly Janovice součástí Frýdlantu nad Ostravicí. Ve svobodných volbách roku 1990 bylo zvoleno obecní zastupitelstvo, a Janovice se stávají opět samostatnou obcí.

## Pamětihodnosti
- Kostel svatého Josefa
- Sad Petra Bezruče
- zbytky středověkého hrádku Hradisko

## Počet obyvatel
Počet obyvatel je uváděn za Janovice podle výsledků sčítání lidu včetně místních části, které k nim v konkrétní době patří. Je patrné, že stejně jako v jiných menších obcích Česka počet obyvatel v posledních letech roste. V Janovicích v současné době žije přibližně 1 900 obyvatel.
| 1869 | 1880 | 1890 | 1900 | 1910 | 1921 | 1930 | 1950 | 1961 | 1970 | 1980 | 1991 | 2001 | 2011 |
| ---- | ---- | ---- | ---- | ---- | ---- | ---- | ---- | ---- | ---- | ---- | ---- | ---- | ---- |
| 1831 | 1914 | 1819 | 1907 | 1868 | 1713 | 1730 | 1618 | 1747 | 1653 | 1591 | 1575 | 1684 | 1896 |

## Zajímavosti
Janovice byla první obec v republice jenž pořádala den obce přes internet.
V obci Janovice se v minulosti konaly velmi známé Ondrášovské slavnosti, jejichž základem byl příběh zbojníka Ondráše. Národopisné slavnosti byly zaměřeny na folklórní a zbojnickou tradici. Poprvé se konaly v roce 1965 v Hradisku (přírodní amfiteátr Janovic) na počest 250 let od smrti Ondráše. Slavnosti se konaly pravidelně po dobu téměř tří desetiletí (poslední 1995). V programu vystupovala řada známých našich i zahraničních souborů. Svého znovuvzkříšení se dočkaly v roce 2018. 